# Ingria
Ingria é uma comuna italiana da região do Piemonte, província de Turim, com cerca de 61 habitantes. Estende-se por uma área de 14 km², tendo uma densidade populacional de 4 hab/km². Faz fronteira com Ronco Canavese, Traversella, Frassinetto, Pont-Canavese, Sparone.

## Demografia
| Variação demográfica do município entre 1861 e 2011                               |
|                                                                                   |
| Fonte: Istituto Nazionale di Statistica (ISTAT) - Elaboração gráfica da Wikipedia |